# Иян (Лоян)
Ия́н (кит. упр. 宜阳, пиньинь Yíyáng) — уезд городского округа Лоян провинции Хэнань (КНР). Название уезда происходит от горы Ияншань.

## История
Уезд был создан ещё при империи Цинь в 249 году до н. э. При империи Восточная Вэй в 537 году был создан ещё и уезд Ганьтан (甘棠县). При империи Суй в 604 году уезд Ганьтан был переименован в Шоуань (寿安县). При империи Тан уезд Иян был переименован в Фучан (福昌县). При империи Сун уезд Фучан был присоединён к уезду Шоуань. При чжурчжэньской империи Цзинь уезд Шоуань был переименован в Иян.
В 1949 году был образован Специальный район Лоян (洛阳专区), и уезд вошёл в его состав. В 1969 году Специальный район Лоян был переименован в Округ Лоян (洛阳地区). В 1986 году округ Лоян был расформирован, и уезд вошёл в состав городского округа Лоян.

## Административное деление
Уезд делится на 11 посёлков и 5 волостей.